# Ton Hartsuiker
Antoni Fredrik (Ton) Hartsuiker (Zwolle, 12 mei 1933 – Utrecht, 8 mei 2015) was een Nederlands klassiek pianist en muziekpedagoog, gespecialiseerd in eigentijdse muziek.

## Biografie
Zijn eerste pianolessen kreeg hij van zijn vader Andries Hartsuiker, componist en in die jaren leraar aan de Zwolse Stedelijke Muziekschool. Ook had hij enige tijd les van Wolfgang Wijdeveld. Hij debuteerde in 1946 als 13-jarige in de kerk te Ommen. Aan het Koninklijk Conservatorium in Den Haag werd hij als pianist verder opgeleid door Léon Orthel, maar zijn belangstelling ging nog meer uit naar muziekpedagogiek.
Hij geldt als de actiefste propagandist van moderne klassieke muziek van na de Tweede Wereldoorlog in Nederland. Hij gaf vele concerten, hield vele lezingen en schreef talloze programmatoelichtingen. Hartsuiker presenteerde 22 jaar lang - van 1969 tot 1991 - op Radio 4 het NOS-programma Musica Nova, gewijd aan klassieke muziek uit de 20e eeuw. Samen met David Porcelijn richtte hij in 1974 het Ensemble M op, dat bestond tot 1978.
Hartsuiker was docent aan het Rotterdams Conservatorium en het Twents Conservatorium, van 1979 tot 1993 directeur van het Utrechts Conservatorium en daarna van het Sweelinck Conservatorium in Amsterdam tot aan zijn pensionering in 1998. Tot zijn vele leerlingen behoorden Alwin Bär, Guus Janssen, Lucas en Arthur Jussen, Vera Kerstens, Christiaan Kuyvenhoven, Ljuba Moiz, Ralph van Raat, Christiaan Richter, Joey Roukens en Maarten van Veen.
Ton Hartsuiker was van 1961 t/m 1967 getrouwd met Anke van der Meer (1940), beeldend kunstenaar. Sinds 1969 met de mezzosopraan Inge Frölich (1939).

## Onderscheidingen
Aan Ton Hartsuiker werd in 1998 de GeNeCo Prijs en in 2002 de Hogenbijl Prijs toegekend. Bij zijn afscheid van het Sweelinck Conservatorium in 1998 werd hij wegens zijn verdiensten voor het Nederlands muziekleven benoemd tot Ridder in de Orde van Oranje Nassau.
- Bibliothèque nationale de France: cb14185723b (data)
- CiNii: DA12263470
- Gemeinsame Normdatei: 134399137
- International Standard Name Identifier: 0000 0000 7250 4487
- Library of Congress Control Number: nr96010098
- MusicBrainz: 6e44b2bc-5cb2-44ec-a6c4-f52f7869bb26
- Nationale Bibliotheek van Tsjechië: xx0152541
- Nederlandse Thesaurus van Auteursnamen: 071864601
- Système universitaire de documentation: 24402491X
- Virtual International Authority File: 36814715
- WorldCat: E39PBJgCKJVHCfwyGPqD8VMdcP